# Boryslav
Boryslav (ukrajinsky Борислав, polsky Borysław) je město ve Lvovské oblasti na Ukrajině. Leží na říčce Tysmenycja, přítoku Dněstru, v těsném sousedství Drohobyče a Truskavce. V roce 2011 žilo v Boryslavu zhruba 35 tisíc obyvatel.

## Dějiny
Dějiny zdejšího osídlení sahají až do doby bronzové. Mezi devátým a třináctým stoletím zde byla pevnost Kyjevské Rusi, pak místo patřilo Haličsko-volyňskému knížectví a v čtrnáctém století se stalo součástí Koruny polského království. Je zmiňováno v listině z 19. března 1387 vyjmenovávající majetek vládnoucí polské královny Hedviky z Anjou. V roce 1772 se v důsledku dělení Polska stalo součástí Habsburské monarchie, ve které patřilo do Haliče.
Po 1. světové válce se oblast stala součástí nové Západoukrajinské lidové republiky. Po polsko-ukrajinské válce v listopadu 1918 – červenci 1919 se oblast stala součástí nově se rodícího Polska.
V roce 1939 bylo město po sovětské invazi do Polska  anektováno Sovětským svazem na základě paktu Molotov-Ribbentrop. V roce 1941 se město po postupu německé armády na východ dostalo pod německou kontrolu.
Na počátku druhé světové války žilo v Boryslavi asi 13 000 židovských obyvatel. Den po příjezdu Němců zahájili místní Ukrajinci pogrom, kterého se účastnili někteří němečtí vojáci, který zavraždil přibližně 350 Židů a mnoho dalších zranili a okradli. První oficiální protižidovské akce začaly na konci listopadu 1941, kdy bylo ukrajinskými milicemi a německou bezpečnostní policií zastřeleno v lese u města asi 1500 Židů, z nichž většina byla považována za slabou a neschopnou pracovat.. Během zimy 1941–1942 zemřelo mnoho Židů hladem a nemocemi, včetně tyfu. V květnu 1942 bylo zřízeno oficiální ghetto; někteří Židé ze sousedních měst tam byli přivezeni žít. Na začátku srpna 1942 byli Židé, včetně těch ze sousedních vesnic zadrženi německou policií, ukrajinskou pomocnou policií a židovskou policií. Někteří byli zastřeleni na místě, asi 400 bylo posláno do pracovního tábora Janowska u Lvova a 5000 bylo posláno do vyhlazovacího tábora Belzec, kde byli okamžitě zavraždění v plynových komorách. Během páté akce v únoru 1943 bylo příslušníky ukrajinské pomocné policie a německé policie zastřeleno 600 Židů. Ojedinělé popravy ukrývaných Židů probíhaly po celou dobu od května do června 1943 až do úplné likvidace boryslavského ghetta na konci června 1943. Během jednoho týdne německé síly zavraždily kolem 700 Židů (nemocných, mladých a starší Židé a členové židovské policie). Další Židé byli pronásledováni ukrajinskými a německými silami a zastřeleni. Zbývající Židé byli deportováni do různých pracovních táborů (Plaszów a Mauthausen) od dubna do června 1944. Celkem bylo Němci a Ukrajinci zastřeleno nebo zavražděno v táborech přes 10 000 Židů pocházejících  z Boryslawi. Někteří Židé utekli a vytvořili partyzánské oddíly v lesích.
Manažer německé ropné společnosti Karpathen Berthold Beitz a jeho manželka Else Beitzová zachránili během jednoho dne asi 250 lidí, když je v červenci 1942 nechali v Boryslavi vystoupit z vlaku, který mířil do vyhlazovacího tábora Belzec. Beitz také pomáhal dospělým a dětem uniknout přes maďarské hranice. Další Židy zachránili tím, že uvedi, že jsou pro těžbu ropy důležití. Berthold a Else Beitzovi byli uznáni za Spravedlivé mezi národy.
Po porážce Německa ve druhé světové válce se město opět dostalo pod sovětskou nadvládu. Od roku 1991 je město součástí samostatné Ukrajiny. 

## Ropný průmysl
Od roku 1853 zde začala éra těžby ropy a v roce 1854 těžba ozokeritu. Zejména ropa, z které se vyráběl petrolej do petrolejek, které v této době vynalezl v nedalekém Lvově Ignacy Łukasiewicz, byla určující pro rozvoj města na dlouhou dobu dopředu. Stalo se díky ní průmyslovým centrem Haliče a po konci Polsko-ukrajinské války v roce 1919 jedním z hlavních průmyslových center druhé Polské republiky. Zejména zpočátku v souvislosti s rozšiřováním těžby její objem výrazně rostl, ovšem ložiska byla poměrně omezená a tak bylo dobývání ropy stále těžší . Přesto se například k roku 1909 uvádí celkem 1 920 000 tun (zhruba 5 % tehdejší světové produkce) a k roku 1925 812 000 tun (zhruba 80 % celkové polské produkce). Silná vazba na petrochemický průmysl zůstává.
Odborníci se domnívají, že potenciální ropná pole v okolí Boryslavi obsahují mnohem více zásob.

## Rodáci
- Jechezkel Hen (* 1882), sionistický aktivista a izraelský politik
- Cvi Šiloach (* 1911), izraelský politik
- Wilhelm Dichter (* 1935), polsko-americký spisovatel